# کترینگ (مریلند)
کترینگ (به انگلیسی: Kettering) شهری در ایالت مریلند کشور ایالات متحده آمریکا است که جمعیت آن در سرشماری سال ۲۰۱۰ میلادی، ۱۲٬۷۹۰ نفر بوده‌است.